# Indirana gundia
Indirana gundia là một loài ếch được tìm thấy ở Tây Ghats thuộc chi Indirana. Chúng chỉ được biết đển ở một số nơi, Kempholey, Karnataka. I.Gundia từng được liệt kê vào danh sách 100 EGDE Amphibians. Loài này cũng là một đại diện cho chi Indirana đã phát triển độc lập tại Ấn Độ hơn 50 triệu năm.

## Miêu tả
I.Gundia có kích thước nhỏ, chỉ từ 23-38mm (0.91-1.50 in). Lưng có nhiều màu sấc khác nhau nâu và hơi vàng đến kem, hồng và đỏ, cung cấp 1 khả năng ngụy trang tốt trên những chiếc lá mục nát trên nền rừng. Ếch trưởng thành có đôi chân dài và cơ bắp; các ngón chân trên cả hai cặp chân tay đều không có lông nhưng giãn ra thành những cái mút giống như đĩa. Đầu khá nhọn và da có nếp gấp dọc theo lưng. Miệng rộng và khoang miệng có màu trắng hoặc hơi vàng.

## Môi trường sống và bảo tồn
I.Gundia là một loài ếch cạn sống trong rừng nhiệt đới ẩm. Nó bị đe dọa bởi mất môi trường sống do chăn nuôi thâm canh, khai thác gỗ của người dân địa phương, xây dựng đường và phát triển các cơ sở du lịch.